# くらくらくー
『くらくらくー』は、『月刊少年エース』（角川書店）2007年7月号から2009年1月号まで連載され、番外編が『エースアサルト』にて掲載された、天津冴（あまつ さえ）の漫画作品。単行本は全3巻。

## あらすじ
約20年振りに人間界で開催される「姫魔女バトル」で人間界にやってきた魔女っ娘「くー」は、パートナーを決める時に誤って円弥斗を殺してしまう。しかし、くーは魔力で弥斗を生き返らせ自分のパートナーとする。
くーは、弥斗の幼馴染の茜子や友人たちを巻き込んでやりたい放題。魔物やライバル魔女も登場して、この先いったいどうなるのであろうか。そして弥斗と茜子の恋の行方は。

## 登場人物

### 主要人物
クラン・ナ・クラン
通称は「くー」。魔法の国のお姫様で女王候補の一人。使い魔「てて」と共に「姫魔女バトル」参加のために人間界へやって来た。パートナーを決める時に誤って弥斗を射殺してしまうが、魔力で生き返らせパートナーとする。
寄生型魔女で弥斗の体に取り憑いて変身し、「姫魔女くらく〜」となる。
魔法を使うときにはマスカラを使ったダンスを踊る。母親は前回のバトルで優勝した現女王。弥斗の部屋に棲みつき、茜子の記憶を書き換えたりと、やりたい放題である。「魔女はパンツをはかない」ということで、いつもノーパンである。
円 弥斗（つぶらや やと）
主人公。くーのパートナーとなってしまった不幸な高校生。父親が茜子の親の所に勤務しており、茜子と幼馴染であるが茜子から使用人扱いを受けており、料理など家事のスキルは高い。女装がやたらと似合う。
清恋 茜子（せいれん あかねこ）
通称は「ね子」で、弥斗の幼馴染。魔女が嫌いで魔女を斬りたいといつも日本刀を持ち歩いている。
弥斗の事が好きなのだが、弥斗を使用人扱いをするなど素直になれないでいる。くーが弥斗の家を壊してからは別の家を用意して、弥斗・くーと共に暮らしている。
てて
くーの使い魔で白い猫。「姫魔女バトル」に参加するため、くーと共に人間界へやって来た。語尾に「に゛ゃ」をつけて話す。

### 魔女たち
ウィル・オー・ウィプス（玉白 りん）
通称は「うー」。現役アイドルタレントとして人気が出てきたが、実は「姫魔女バトル」に参加している魔女。歌声に魔力を乗せて、人々を洗脳しトップアイドルとなったが、茜子に水着コンテストで負けて以来、「かませ犬」的ポジションになってしまった。
戦闘時には太鼓を叩く。ウサギの使い魔がいる（名前は不明）。
ラオ・ラウ・コーン
通称「らー」、現在「姫魔女バトル」でトップの魔女。巫女系魔女で探偵系に優れる。

### 人間たち
ひより
弥斗と茜子のクラスメイトで貧乳キャラ。真名と共に弥斗と茜子の仲をけしかけて面白がっている。
真名
弥斗と茜子のクラスメイト。ひよりは「無い乳仲間」と思っているが、実際は真名の方が1cm大きいので真名自身はそう思っていない。ひよりと共に弥斗と茜子の仲をけしかけて面白がっている。
清恋 撫子（せいれん なでしこ）
茜子の姉。巨乳。資産家である父親の手伝いをしていたが、魔法の国を支配し女王になるという夢のため、戻ってきた。しかし、どちらかと言うと、茜子と弥斗をけしかけて面白がっている。
ノーパン健康法を子供のころから行っている。
現在、弥斗の学校の保健医をしている。
山口 リコ（やまぐち りこ）
通称「ロリコ」。弥斗と茜子のクラス担任で幼女体型。中学生の時に前回の「姫魔女バトル」があり、くーの母親である現女王のパートナーになってしまったため、当時大きかった胸が奪われた上、魔力のおかげで全く体が成長しなくなった。そのため魔女を恐れている。剣道部の顧問らしい。
遠近 ささ（とおちか ささ）
学園一の巨乳(88cm)を自称し、自分を超えそうな少女に勝負を挑む伝説の女生徒と呼ばれる上級生。しかし、茜子に勝負を挑んでいる最中に現れた魔物に襲われず、くーから「恥じらいもせず、おっぱいを出すハレンチはっ、魔物はおろか男もよりつかない」と言われて我が身を恥じた。

### その他の登場人物
リムル
突然登場した自称「魔物姫」。魔物と魔女の反応を併せ持ち、魔女退治をしている。弥斗の事を気に入って、弥斗を奪おうとする。
語尾に「きゃん」をつけて話すなぜか活きのよい魚を背負う犬の使い魔がいる（名前は不明）。
フィーロ・ミ・フローズン
魔女の支配を受けている国から打倒魔女のためやってきた女勇者。撫子に仕えている。魔物を一撃で倒すほどの実力者。
言葉が方言丸出しのため敢えて無口系を装っていた。
魔物たち
姫魔女バトル開催に伴い、魔女と共に人間界に出没する。「乙女の恥ずかしいエナジー」を求めて、主に女の子を狙う。より恥ずかしがり屋の女の子が標的となってしまう。しかし、男には容赦しない。

## 用語
姫魔女バトル
何十年に一度魔女の姫を決めるため人間界で魔女達が行う修行。魔女は不幸を呼ぶためその不幸を消してポイントを貯めて順位を競う。姫魔女バトルが行われた国は、不幸に見舞われた反動でその後国が栄えるので、国は一切、手を出さない。そのため魔女は好き勝手な行動をする。前回はくーの母親（現女王）が優勝した。
魔女っ子
魔女っ子はパンツをはかない。

## コミックス
角川書店（コミックエース）、全3巻。
1. 2008年（平成20年）2月 ISBN 978-4-04-715024-9
2. 2008年（平成20年）8月 ISBN 978-4-04-715101-7
3. 2009年（平成21年）3月 ISBN 978-4-04-715214-4